# اوتا هیروشی
 اوتا هیروشی (به ژاپنی: 太田 浩司 おおた ひろし) (زادهٔ ۱۹۶۱) یکی از محققان تاریخ ژاپن و رئیس موزه قلعه ناگاهاما در شهر ناگاهاما، شیگا است. تخصص وی در مورد تاریخ ژاپن در دوره سنگوکو به ویژه خاندان آزای است.